# كريس لويس (تنس)
كريس لويس (بالإنجليزية: Chris Lewis)‏ مواليد 9 مارس 1957 في أوكلاند، هو لاعب كرة مضرب نيوزلندي سابق بدأ مسيرته كمحترف سنة 1975 وكان يلعب باليد اليمنى، اعتزل اللعب في 1986. أعلى تصنيف له في الفردي كان المركز الـ 19 في سنة 1984.

## روابط خارجية
- كريس لويس على موقع رابطة محترفي التنس (الإنجليزية)
- كريس لويس على موقع الاتحاد الدولي لكرة المضرب (الإنجليزية)
- كريس لويس على موقع كأس ديفيز (الإنجليزية)
- كريس لويس على موقع خلاصة التنس.كوم (الإنجليزية)
- كريس لويس على موقع قاعة نيوزيلندا للمشاهير الرياضية (الإنجليزية)